# 田鶴浜 (七尾市)
田鶴浜（たつるはま）は、石川県七尾市の地名である。郵便番号は929-2121。

## 概要
七尾西湾の南岸に面している。旧田鶴浜町の中心地であり、文教施設が集中している。
町名としては「田鶴浜町」である。

## 世帯数と人口
2015年（平成27年）10月1日現在の世帯数と人口は以下の通りである。
| 大字     | 世帯数  | 人口    |
| -------- | ------- | ------- |
| 田鶴浜町 | 534世帯 | 1,603人 |

## 小・中学校の学区
市立小・中学校に通う場合、学区は以下の通りとなる。
| 番・番地等 | 小学校               | 中学校             |
| ---------- | -------------------- | ------------------ |
| 全域       | 七尾市立田鶴浜小学校 | 七尾市立七尾中学校 |

## 施設
- 石川県立田鶴浜高等学校
- 田鶴浜駅
- 田鶴浜建具工業協同組合
- 七尾鹿島広域圏事務組合消防本部七尾消防署田鶴浜分遣署
- 七尾市立田鶴浜小学校
- 七尾市立田鶴浜体育館
- 七尾市立田鶴浜中学校
- 七尾市立田鶴浜図書館
- 七尾市立田鶴浜武道館
- 七尾市立田鶴浜保育園
- 南町会館

### コミュニティセンター
- 上野ヶ丘コミュニティセンター
- 七尾市田鶴浜コミュニティセンター

## 交通
バス
- 北鉄能登バス
- 七尾市コミュニティバス（田鶴浜交通に運営委託）